# Émile Mark
Pour les articles homonymes, voir Mark.
Le docteur Émile Mark [e.mil maʁk], né le 18 juillet 1874 à Differdange (Luxembourg) et mort le 19 mai 1935 dans la même ville, est un médecin-vétérinaire et homme politique luxembourgeois à tendance libérale, socialiste voire radical-socialiste.

## Biographie
Né à Differdange dans une famille de notables, il est le fils de Mathias Mark, échevin de la commune pendant vingt-deux ans. Il fait ses études secondaires en à Longwy et à Nancy en France entre 1886 et 1893 puis il poursuit sa formation à l'École nationale vétérinaire d'Alfort à Paris où il obtient son diplôme en 1897. Dans le milieu universitaire, il fait la connaissance de Jean Jaurès et sympathise avec Jules Coutan et Pierre Renaudel. Peu de temps après, il est employé par la Compagnie générale des omnibus pendant deux ans et commence sa carrière de vétérinaire avant de rentrer dans sa ville natale en 1899. 
En 1906, il fait son entrée au conseil communal de Differdange. Deux ans plus tard, il est élu à la Chambre des députés à l'occasion des législatives du 26 mai 1908 pour le canton d'Esch-sur-Alzette sous l'étiquette d'un candidat libéral. Entre-temps, il est nommé bourgmestre de sa commune natale en 1911, fonction qu'il exerce jusqu'au moment de son décès. Aux législatives de 1914, il se porte candidat à nouveau et avec succès dans la même circonscription mais sous l'étiquette démocrate en rejoignant les socialistes tels que Michel Welter, Jean Schortgen (lb) et Jos Thorn. Au moment des élections constituantes de 1918, il est réélu sur la liste socialiste sans pour autant être un membre à part entière du parti. 
Après la promulgation des révisions constitutionnelles qui introduisent le suffrage universel pour les deux sexes et le scrutin proportionnel plurinominal, Émile Mark obtient environ 1 % des suffrages et échoue aux premières législatives en raison d'une « méconnaissance » du nouveau système. Il avait alors créé une liste dont il était le seul candidat tout en revendiquant l'instauration d'un régime républicain. Aux législatives partielles de 1922, les socialistes de la circonscription Centre l'intègre sur leur liste contre l'avis des dirigeants du parti et récupère un siège au Parlement. En 1924, il est l'un des membres de la « Fédération radical-socialiste », une formation politique représentée à la Chambre à partir des législatives de 1925. Vice-président de la Chambre de 1932 à 1935, on le classe à l'extrême gauche du spectre libéral en raison des positions qu'il défend. 
En ce qui concerne ses prises de position, Émile Mark est un anti-clérical et à l'origine du Bloc des gauches avec son ami Aloyse Kayser (lb). Néanmoins, il donne l'ordre d'ouvrir le feu sur les grévistes lors de la grève de 1912 à l'usine de Differdange (lb), ce qui lui permet de sympathiser avec les cadres de l'usine mais de se faire détester par le Parti communiste luxembourgeois (KPL) à partir de 1921. Une fois que les rivalités avec l'Église atténuées, il se consacre à défendre les intérêts régionaux liés au bassin minier et au Syndicat intercommunal des tramways. Il meurt dans sa ville natale le 19 mai 1935 et non le 21 mai comme le précise Alex Bodry et Ben Fayot dans leur ouvrage,.
En son honneur, l'avenue Max-Meier à Differdange est rebaptisée « avenue Émile-Mark » en 1936. Le 9 août 1936, un monument consacré à Émile Mark est inauguré dans le parc de Gerlache (lb). Le monument est conçu par le sculpteur Claus Cito. En 2010, le monument est déplacé pendant quelques mois au niveau de l'intersection des rue Adolphe-Krieps et rue Michel-Rodange après la mise en œuvre de travaux d'aménagement pour le parc de Gerlache.

## Décorations
- Officier de l'ordre de la Couronne de chêne[1] (Luxembourg, 1929)
- Chevalier de la Légion d'honneur[1] (France)
- Officier de l'Instruction publique[1]